# Publius Varinius
 (juin 2017).
Si vous disposez d'ouvrages ou d'articles de référence ou si vous connaissez des sites web de qualité traitant du thème abordé ici, merci de compléter l'article en donnant les références utiles à sa vérifiabilité et en les liant à la section « Notes et références ».
Publius Varinius est un préteur romain en 73 avant J.-C., proconsul en 72 avant J.-C. et commandant militaire pendant la troisième guerre servile.
Le récit historique de son implication dans la troisième guerre servile est incomplet, mais nous savons qu'une force anticipée de 2 000 hommes menée par son légat, Lucius Furius (en), a été vaincue et qu'une rencontre ultérieure a également pris fin lors de la perte de 4 000 hommes supplémentaires. Varinius a ensuite occupé le poste de gouverneur de la province d'Asie en 65 av. J.-C.

## Portraits dans les films ou la télévision
Varinius, joué par l'acteur australien Brett Tucker, est un des principaux antagonistes de la série Spartacus : Vengeance. 
Niall Refoy tient le rôle de Varinius dans une mini-série de 2004 nommée Spartacus où il a été renommé Publius Maximus.